# Грб Оренбуршке области
Грб Оренбуршке области је званични симбол једног од субјеката Руске федерације са статусом области — Оренбуршке области. Грб је званично усвојен 23. децембра 1996. године.

## Опис грба
Грб Оренбуршке области је штит крунисан царском круном и окружен вијенцем од златног храстовог лишћа, повезаних траком Светог Андрије.
Штит је главни дио грба. Овај грб има облик француског штита који има изглед  правоугаоника чија је база размјера 8:9 са заобљеним доњим угловима у доњем дијелу. Штит је подјељен на два поља хоризонтално. Горње поље је сребрне боје са азурно плавом куном која се креће, а која има црвене очи и језик. 
Доње поље је тамноцрвене боје у коме се налазе два златна укрштена барјака, на којима је стари грб Руске империје. У врху састава барјака се налази златни двоструки грчко-руски крст, а испод овог састава је златни полумјесеца чији су рогови окренути према горе и на лијево.